# هرمون مضاد لقناة مولر
الهرمون المضاد لقناة مولر (AMH)، المعروف أيضًا باسم هرمون تثبيط مولر (MIH)، هو بروتين سكري هرمون مرتبط هيكليًا بالإنهيبين والأكتيفين من عائلة عامل النمو المحول بيتا، الذي تلعب أدواره الرئيسية في تمايز النمو وتكوين الجريبات. في البشر، يتم ترميزه بواسطة جين AMH على كروموسوم 19p، بينما يتم ترميز مستقبله بواسطة جين AMHR2 على كروموسوم 12.
يتم تنشيط AMH بواسطة SOX9 في خلايا سيرتولي للجنين الذكر. يعمل التعبير عنه على تثبيط تطور الجهاز التناسلي الأنثوي، أو قنوات مولر (القنوات الكظرية)، في الجنين الذكر، مما يوقف تطور قنوات فالوب والرحم والجزء العلوي من المهبل. يعتبر التعبير عن AMH حاسمًا لتمايز الجنس في وقت محدد خلال التطور الجنيني، ويبدو أنه يتم تنظيمه بدقة بواسطة مستقبل نووي SF-1، عوامل نسخ GATA، جين انعكاس الجنس DAX1، وهرمون منشط للحوصلة (FSH). تم إظهار أن الطفرات في جين AMH ومستقبل النوع الثاني لـAMH تسبب استمرار مشتقات مولر في الذكور الذين يكونون عادةً مُذَكَّرين بشكل طبيعي.
AMH هو أيضًا منتج لخلايا الخلايا الحبيبية للجريبات ما قبل الجريبية والصغيرة الجريبية في النساء. وبالتالي، يكون AMH موجودًا في المبيض حتى انقطاع الطمث. ينظم إنتاج AMH تكوين الجريبات عن طريق تثبيط تجنيد الجريبات من المجموعة الكامنة من أجل اختيار الجريب المهيمن، وبعد ذلك يقل إنتاج AMH. كمنتج للخلايا الحبيبية، التي تغلف كل بويضة وتوفر لها الطاقة، يمكن أن يعمل AMH أيضًا كعلامة جزيئية للحجم النسبي لاحتياطي المبيض.  في الأبقار، يمكن استخدام AMH لاختيار الإناث في برامج نقل الأجنة متعددة الإباضة من خلال التنبؤ بعدد الجريبات الجريبية التي تتطور إلى الإباضة. يمكن أيضًا استخدام AMH كعلامة لخلل وظيفة المبيض، كما في النساء المصابات بمتلازمة المبيض المتعدد الكيسات (PCOS).

## الهيكل

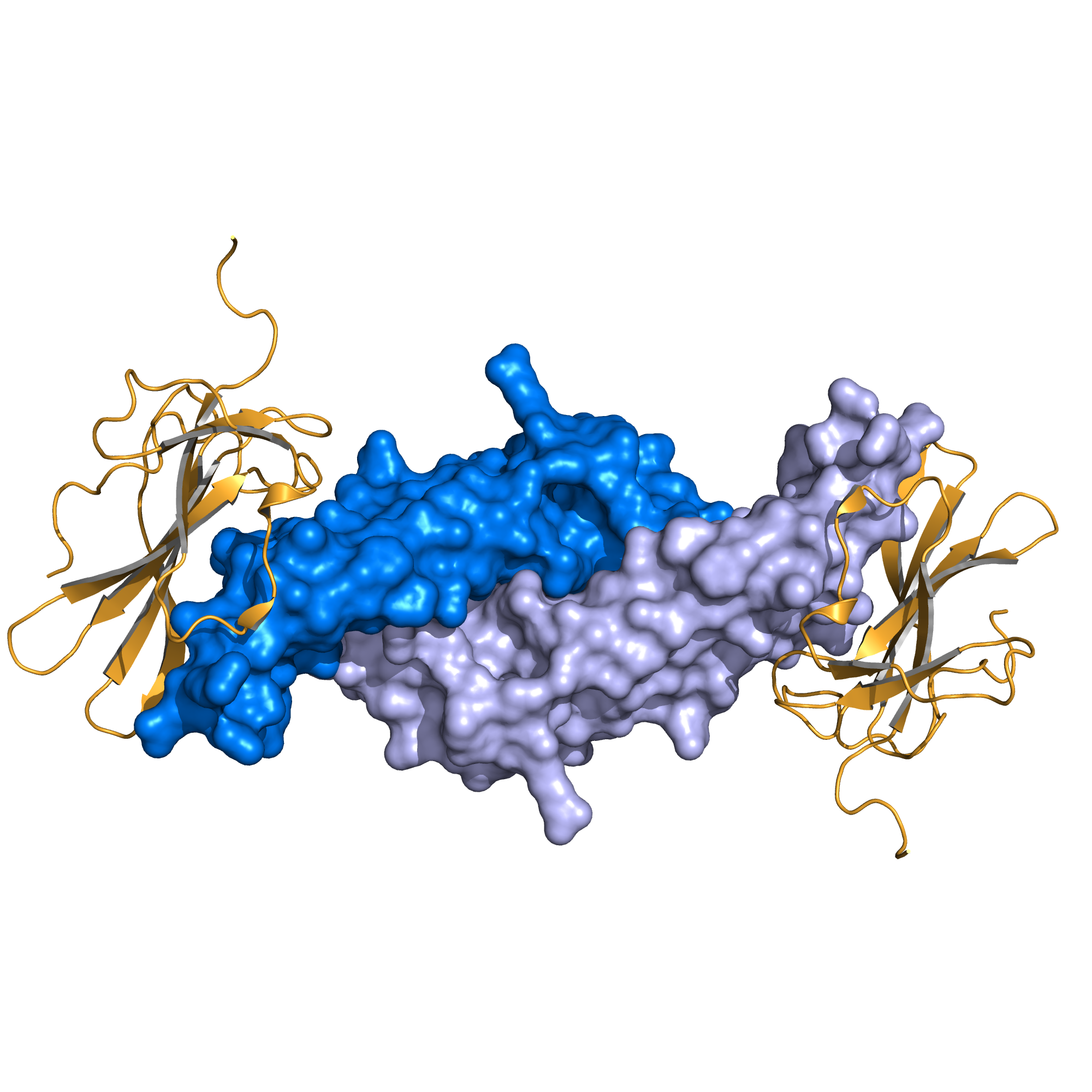
AMH مرتبط بمستقبله من النوع الثاني، AMHR2 (PDB: 7L0J)

AMH هو بروتين ثنائي سكري بكتلة مولارية تبلغ 140 وحدة كتل ذرية. يتكون الجزيء من وحدتين متطابقتين مرتبطتين بجسور كبريتية، ويتميز بالثنائي الطرف N (المنطقة الأولية) والثنائي الطرف C. يرتبط AMH بمستقبله من النوع 2 AMHR2، الذي يقوم بفسفرة مستقبل من النوع I تحت مسار إشارات TGF بيتا.

## الوظيفة

### التطور الجنيني
في الثدييات الذكور، يمنع AMH تطور قنوات مولر إلى الرحم وهياكل مولر الأخرى. التأثير هو أحادي الجانب، أي أن كل خصية تثبط تطور مولر فقط على جانبها. إذا لم يتم إنتاج أي هرمون من الغدد التناسلية، ستتطور قنوات مولر بفضل وجود Wnt4، بينما تموت قنوات وولف، المسؤولة عن الأجزاء التناسلية الذكرية، بسبب وجود COUP-TFII. تختلف كميات AMH التي يمكن قياسها في الدم حسب العمر والجنس. يعمل AMH من خلال التفاعل مع مستقبلات محددة على أسطح خلايا الأنسجة المستهدفة (مستقبلات هرمون مضاد مولر). التأثير الأكثر شهرة وخصوصية، الذي يتم عبر مستقبلات النوع الثاني لـAMH، يشمل موت الخلايا المبرمج (الاستماتة) للأنسجة المستهدفة (قنوات مولر الجنينية).

### المبيض
يتم إنتاج AMH بواسطة خلايا الحبيبات من الجريبات ما قبل الجريبية والجريبية، مما يقيد التعبير إلى الجريبات النامية، حتى تصل إلى الحجم وحالة التمايز التي يتم اختيارها للهيمنة من خلال عمل هرمون FSH النخامي. تم ملاحظة التعبير عن AMH في المبيض في وقت مبكر يصل إلى 36 أسبوعًا من الحمل في الجنين البشري. يكون التعبير عن AMH أكبر في مرحلة تجنيد تكوين الجريبات، في الجريبات ما قبل الجريبية والصغيرة الجريبية. يقل هذا التعبير مع تطور الجريبات ودخولها مرحلة الاختيار، حيث يزداد التعبير عن FSH. يقترح بعض الخبراء أنه مقياس لبعض جوانب وظيفة المبيض، مفيد في تقييم حالات مثل متلازمة المبيض المتعدد الكيسات وفشل المبيض المبكر.

### أخرى
يظل إنتاج AMH بواسطة خلايا سيرتولي في الخصيتين مرتفعًا طوال فترة الطفولة عند الذكور ولكنه ينخفض إلى مستويات منخفضة خلال البلوغ والحياة البالغة. وقد أظهرت الدراسات أن AMH ينظم إنتاج الهرمونات الجنسية، وقد تكون التغيرات في مستويات AMH (الارتفاع عند الإناث والانخفاض عند الذكور) مرتبطة ببداية البلوغ في كلا الجنسين. تم أيضًا العثور على مستقبلات AMH الوظيفية معبر عنها في الخلايا العصبية في أدمغة الفئران الجنينية، ويعتقد أنها تلعب دورًا في تطور الدماغ ثنائي الشكل الجنسي وبالتالي تطور السلوكيات الخاصة بالجنس. في مجموعة من أسماك سبوج الصخرية في شمال غرب المحيط الهادئ، يعتبر نسخة مكررة من جين AMH (يسمى AMHY) هو الجين الرئيسي المحدد للجنس. أظهرت التجارب في المختبر أن الإفراط في التعبير عن AMHY يسبب انعكاس الجنس من الإناث إلى الذكور في نوع واحد على الأقل، S. schlegelii.

## الأمراض
في الذكور، يمكن أن يؤدي النشاط غير الكافي لـAMH الجنيني إلى متلازمة القناة المولرية المستديمة (PMDS)، حيث يكون الرحم بدائيًا موجودًا وعادةً ما تكون الخصيتين غير نازلتين. عادةً ما يكون جين AMH (AMH) أو جين مستقبله (AMH-RII) غير طبيعي. أصبحت قياسات AMH تُستخدم على نطاق واسع في تقييم وجود ووظيفة الخصية عند الرضع الذين يعانون من حالات الخنوثة، الأعضاء التناسلية الغامضة، والخصية المعلقة.
وجدت دراسة نُشرت في Nature Medicine رابطًا بين اختلال التوازن الهرموني في الرحم ومتلازمة المبيض المتعدد الكيسات (PCOS)، وتحديدًا التعرض قبل الولادة لهرمون AMH. للدراسة، قام الباحثون بحقن الفئران الحوامل بـAMH بحيث يكون لديها تركيز أعلى من الطبيعي من الهرمون. بالفعل، أنجبت الفئران بنات طورن لاحقًا ميولًا تشبه PCOS. وشملت هذه المشاكل مع الخصوبة، تأخر البلوغ، والإباضة غير المنتظمة. لعكس ذلك، قام الباحثون بإعطاء الفئران المصابة بمتلازمة المبيض المتعدد الكيسات دواءً يُستخدم في التلقيح الاصطناعي يسمى سيتروريليكس، مما جعل الأعراض تختفي. يجب تأكيد هذه التجارب على البشر، ولكنها قد تكون الخطوة الأولى في فهم العلاقة بين المبيض المتعدد الكيسات وهرمون AMH.

## مستويات الدم
في الإناث السليمات، يكون AMH إما قابلًا للكشف بالكاد أو غير قابل للكشف في دم الحبل السري عند الولادة ويظهر ارتفاعًا ملحوظًا بحلول عمر ثلاثة أشهر؛ بينما يظل قابلًا للكشف، فإنه ينخفض حتى عمر أربع سنوات قبل أن يرتفع بشكل خطي حتى عمر ثماني سنوات ويظل ثابتًا إلى حد ما من منتصف الطفولة إلى مرحلة البلوغ المبكرة – ولا يتغير بشكل كبير خلال البلوغ. من المحتمل أن يكون الارتفاع خلال الطفولة والمراهقة انعكاسًا لمراحل مختلفة من تطور الجريبات. من عمر 25 عامًا، ينخفض AMH إلى مستويات غير قابلة للكشف عند انقطاع الطمث.
يتبع القياس القياسي لـAMH اختبار الجيل الثاني. يجب أن يعطي هذا نفس القيم مثل اختبار IBC المستخدم سابقًا، ولكن يجب ضرب قيم AMH من اختبار DSL المستخدم سابقًا بـ1.39 لتتوافق مع المعايير الحالية لأنه استخدم أجسامًا مضادة مختلفة.
تشير الأدلة الضعيفة إلى أنه يجب قياس AMH فقط في المرحلة المبكرة من الطور الجريبي بسبب التغيرات خلال الدورة الشهرية. أيضًا، تنخفض مستويات AMH تحت الاستخدام الحالي لموانع الحمل الفموية والتدخين الحالي.

### نطاقات مرجعية
النطاقات المرجعية لهرمون AMH، كما تم تقديرها من مجموعات مرجعية في الولايات المتحدة، هي كما يلي:
الإناث:
| العمر               | الوحدة | القيمة    |
| ------------------- | ------ | --------- |
| أقل من 24 شهرًا      | ng/mL  | أقل من 5  |
| أقل من 24 شهرًا      | pmol/L | أقل من 35 |
| 24 شهرًا إلى 12 عامًا | ng/mL  | أقل من 10 |
| 24 شهرًا إلى 12 عامًا | pmol/L | أقل من 70 |
| 13–45 عامًا          | ng/mL  | 1 إلى 10  |
| 13–45 عامًا          | pmol/L | 7 إلى 70  |
| أكثر من 45 عامًا     | ng/mL  | أقل من 1  |
| أكثر من 45 عامًا     | pmol/L | أقل من 7  |

الذكور:
| العمر               | الوحدة | القيمة       |
| ------------------- | ------ | ------------ |
| أقل من 24 شهرًا      | ng/mL  | 15 إلى 500   |
| أقل من 24 شهرًا      | pmol/L | 100 إلى 3500 |
| 24 شهرًا إلى 12 عامًا | ng/mL  | 7 إلى 240    |
| 24 شهرًا إلى 12 عامًا | pmol/L | 50 إلى 1700  |
| أكثر من 12 عامًا     | ng/mL  | 0.7 إلى 20   |
| أكثر من 12 عامًا     | pmol/L | 5 إلى 140    |

قد تكون قياسات AMH أقل دقة إذا كان الشخص الذي يتم قياسه يعاني من نقص فيتامين D. لاحظ أن الذكور يولدون بمستويات أعلى من AMH مقارنة بالإناث لبدء التمايز الجنسي، وفي النساء، تنخفض مستويات AMH بمرور الوقت مع انخفاض الخصوبة أيضًا.

## الاستخدام السريري

### تقييم الخصوبة العامة
مقارنة مستوى AMH لدى الفرد مع المستويات المتوسطة مفيدة في تقييم الخصوبة، حيث توفر دليلًا على احتياطي المبيض. نظرًا لأنه لا يمكن تغيير مستوى AMH بواسطة أي عوامل خارجية، فإنه يساعد في تحديد ما إذا كانت المرأة بحاجة إلى التفكير في تجميد البويضات أو محاولة الحمل في وقت أقرب بدلًا من تأخيره إذا كانت خصوبتها المستقبلية طويلة الأجل ضعيفة. تم العثور على وجود علاقة إيجابية بين ارتفاع مستوى هرمون AMH عند اختباره لدى النساء في عموم السكان والخصوبة الطبيعية لدى النساء اللواتي تتراوح أعمارهن بين 30 و44 عامًا واللواتي يحاولن الحمل بشكل تلقائي، حتى بعد تعديل العمر. ومع ذلك، لم يتم العثور على هذه العلاقة في دراسة مماثلة للنساء الأصغر سنًا (من 20 إلى 30 عامًا).

### التلقيح الاصطناعي
يعتبر AMH مؤشرًا للاستجابة المبيضية في التلقيح الاصطناعي (IVF). يدعم قياس AMH القرارات السريرية، ولكنه وحده ليس مؤشرًا قويًا على نجاح IVF. النساء اللواتي لديهن مستويات منخفضة من AMH ما زلن قادرات على الحمل بالإضافة إلى ذلك، تُستخدم مستويات AMH لتقدير كمية البويضات المتبقية لدى المرأة.
وفقًا لإرشادات المعهد الوطني للصحة وجودة الرعاية الخاصة بالتلقيح الاصطناعي، فإن مستوى هرمون AMH الذي يقل عن أو يساوي 5.4 pmol/L (0.8 ng/mL) يتنبأ باستجابة منخفضة لتحفيز الغدد التناسلية في IVF، بينما مستوى أكبر من أو يساوي 25.0 pmol/L (3.6 ng/mL) يتنبأ باستجابة عالية. تختلف قيم القطع الأخرى الموجودة في الأدبيات بين 0.7 و20 pmol/L (0.1 و2.97 ng/mL) للاستجابة المنخفضة لتحفيز المبيض المفرط. وبالتالي، ترتبط مستويات AMH الأعلى بفرصة أكبر للولادة الحية بعد IVF، حتى بعد تعديل العمر. يمكن استخدام AMH لتحسين برنامج تحفيز الإباضة واتخاذ قرارات حول عدد الأجنة التي سيتم نقلها في تقنيات الإنجاب المساعدة لزيادة معدلات نجاح الحمل مع تقليل خطر متلازمة فرط تحفيز المبيض (OHSS). يمكن لـAMH التنبؤ بالاستجابة المفرطة في تحفيز المبيض المفرط بحساسية وخصوصية تبلغ 82% و76% على التوالي.
قد يكون قياس AMH وحده مضللاً حيث تحدث مستويات عالية في حالات مثل متلازمة المبيض المتعدد الكيسات، وبالتالي يجب النظر في مستويات AMH جنبًا إلى جنب مع تخطيط الصدى التوليدي للمبيض لتقييم عدد الجريبات الأولية وحجم المبيض.

### العلاجات الطبيعية
حققت الدراسات حول العلاجات لتحسين احتياطي المبيض المنخفض ومستويات AMH المنخفضة بعض النجاح. تشير أفضل الأدلة المتاحة حاليًا إلى أن ديهيدرو إيبي أندروستيرون يحسن وظيفة المبيض، ويزيد من فرص الحمل، ويقلل من معدلات الإجهاض عن طريق تقليل عدم انتظام الصبغيات. تظهر الدراسات حول ديهيدرو إيبي أندروستيرون لـAMH المنخفض أن جرعة 75 mg لمدة 16 أسبوعًا يجب أن تؤخذ. تحسين جودة البويضات/الأجنة مع مكملات ديهيدرو إيبي أندروستيرون يقترح مفهومًا جديدًا لشيخوخة المبيض، حيث تتعرض بيئة المبيض للشيخوخة وليس البويضات نفسها. ديهيدرو إيبي أندروستيرون له نتائج إيجابية للنساء اللواتي لديهن مستويات AMH أعلى من 0.8 ng/mL أو 5.7 pmol/L ديهيدرو إيبي أندروستيرون ليس له تأثير واضح على البويضات أو بيئة المبيض تحت هذا النطاق.
أظهرت الدراسات انخفاض مستويات CoQ مع التقدم في العمر. أظهرت الدراسات حول مكملات مساعد الإنزيم Q10 في نموذج حيواني مسن تأخير استنفاد احتياطي المبيض، واستعادة التعبير الجيني للميتوكوندريا في البويضات، وتحسين نشاط الميتوكوندريا. لذلك، يتم استخدام CoQ10 كمحفز لتكوين ATP الميتوكوندري في سلسلة نقل الإلكترون عندما يكون ناقصًا بشكل طبيعي في المرضى المسنين في المبيض. يلاحظ المؤلفون أن تكرار استخدام مكملات CoQ10 لمدة 12–16 أسبوعًا على الفئران لتحقيق هذه النتائج سيكون معادلًا لعقد من الزمن في البشر.
فيتامين دي يعتقد أن له دور في تنظيم هرمون AMH. يحتوي محفز جين AMH على عنصر استجابة لفيتامين د مما قد يتسبب في تأثير حالة فيتامين د على مستويات AMH في الدم. النساء اللواتي لديهن مستويات فيتامين د تبلغ 267.8 ± 66.4 nmol/L يظهرن معدل نجاح أفضل بأربع مرات في عملية أطفال الأنابيب مقارنة باللواتي لديهن مستويات منخفضة تبلغ 104.3 ± 21 nmol/L. يجب أخذ نقص فيتامين د في الاعتبار عند قياس مستويات AMH في الدم للتشخيص.

### النساء المصابات بالسرطان
في النساء المصابات بالسرطان، يمكن أن يؤدي العلاج الإشعاعي والعلاج الكيميائي إلى إتلاف احتياطي المبيض. في مثل هذه الحالات، يكون قياس AMH قبل العلاج مفيدًا في التنبؤ بفقدان وظيفة المبيض على المدى الطويل بعد العلاج الكيميائي، مما قد يشير إلى استراتيجيات الحفاظ على الخصوبة مثل تجميد البويضات. يرتبط قياس AMH بعد العلاج بانخفاض الخصوبة.
ورم الخلايا الحبيبية في المبيض تفرز AMH، واختبار AMH لديه حساسية تتراوح بين 76 و93% في تشخيص مثل هذه الأورام. كما أن AMH مفيد في تشخيص تكرار أورام الخلايا الحبيبية.

### حالة التعقيم في الحيوانات
في الطب البيطري، يتم استخدام قياسات AMH لتحديد حالة التعقيم في الكلاب والقطط الذكور والإناث. يمكن أيضًا استخدام مستويات AMH لتشخيص حالات متلازمة بقايا المبيض.

### المؤشر الحيوي لمتلازمة المبيض المتعدد الكيسات
متلازمة المبيض المتعدد الكيسات (PCOS) هي اضطراب هرموني شائع لدى النساء في سن الإنجاب ويتميز بقلة الإباضة أو انعدامها، وفرط الأندروجين، وتكيس المبايض (PCO). يزيد هذا الاضطراب الهرموني من مستويات AMH إلى ما يقارب ضعفين إلى ثلاثة أضعاف في النساء المصابات بمتلازمة المبيض المتعدد الكيسات مقارنة بالنساء الطبيعيات. غالبًا ما يُعزى ذلك إلى زيادة عدد البصيلات المميزة لمتلازمة المبيض المتعدد الكيسات، مما يشير إلى زيادة في الخلايا الحبيبية حيث أنها تحيط بكل بويضة فردية. ومع ذلك، فإن زيادة مستويات AMH لا تُعزى فقط إلى زيادة عدد البصيلات، ولكن أيضًا إلى زيادة كمية AMH المنتجة لكل بصيلة. كما أن المستويات العالية من الأندروجينات، المميزة لمتلازمة المبيض المتعدد الكيسات، تحفز وتوفر تغذية راجعة لزيادة إنتاج AMH أيضًا. بهذه الطريقة، أصبح AMH يُعتبر بشكل متزايد أداة أو مؤشرًا حيويًا يمكن استخدامه لتشخيص أو الإشارة إلى متلازمة المبيض المتعدد الكيسات.

### المؤشر الحيوي لمتلازمة تيرنر
متلازمة تيرنر هي أكثر الأمراض الوراثية المرتبطة بالكروموسومات الجنسية شيوعًا لدى الإناث في جميع أنحاء العالم، حيث تبلغ نسبة الإصابة 1 من كل 2000 ولادة حية للإناث. أحد السمات المرضية الهامة هو فشل المبيض المبكر، مما يؤدي إلى انقطاع الطمث أو حتى العقم. تم التوصية بمراقبة هرمون تحفيز البصيلات وهرمون إنهيبين B بشكل روتيني من قبل المتخصصين لتقييم حالة المبيض. مؤخرًا، تم اقتراح هرمون AMH كمؤشر حيوي أكثر دقة لتطور البصيلات من قبل عدة باحثين. الوظيفة البيولوجية لهرمون AMH في المبيض هي مقاومة تجنيد البصيلات الأولية التي يحفزها هرمون FSH، مما يحفظ مجموعة البصيلات لمزيد من التجنيد والإباضة. عندما يحدث انقطاع الطمث، يكون تركيز AMH في الدم غير قابل للكشف تقريبًا لدى النساء الطبيعيات. وبالتالي، يمكن أن تتنبأ التغيرات في مستويات AMH خلال الطفولة نظريًا بمدة فترة الإنجاب لأي فتاة، بافتراض أن سرعة فقدان البصيلات المستمرة متشابهة بين الأفراد.

### الاستخدامات المستقبلية المحتملة
تم تصنيع AMH. قدرته على تثبيط نمو الأنسجة المشتقة من قنوات مولر قد أثارت آمالًا في فائدته في علاج مجموعة متنوعة من الحالات الطبية بما في ذلك انتباذ بطانة الرحم، داء الغدي، وسرطان الرحم. يجري البحث في عدة مختبرات. إذا كانت هناك اختبارات AMH أكثر توحيدًا، يمكن استخدامه بشكل محتمل كمؤشر حيوي لمتلازمة المبيض المتعدد الكيسات.
في الفئران، أظهرت زيادة AMH انخفاضًا في عدد البصيلات النامية وبالتالي الحجم الكلي للمبايض. هذه الزيادة في إنتاج AMH تقلل من البصيلات الأولية والثانوية والكيسية دون تقليل عدد البصيلات الأولية مما يشير إلى حصار تنشيط البصيلات الأولية. قد يوفر هذا طريقة قابلة للتطبيق لمنع الحمل تحمي احتياطي المبيض من البويضات أثناء العلاج الكيميائي دون استخراجها من الجسم مما يسمح بإمكانية الإنجاب الطبيعي لاحقًا في الحياة.

## الأسماء
تم تسمية قنوات مولر على اسم يوهانس بيتر مولر.
قائمة الأسماء التي تم استخدامها لهرمون AMH هي كما يلي. من أجل البساطة، تتجاهل هذه القائمة بعض الاختلافات الإملائية؛ على سبيل المثال، تعطي صفًا واحدًا فقط لـ "Müllerian-inhibiting hormone"، على الرغم من وجود أربعة أشكال مقبولة منه (حرف M كبير أو صغير، شرطة أو مسافة).
| تنسيق اسم البروتين               | رمز البروتين |
| -------------------------------- | ------------ |
| Anti-Müllerian hormone           | AMH          |
| Müllerian-inhibiting factor      | MIF          |
| Müllerian-inhibiting hormone     | MIH          |
| Müllerian-inhibiting substance   | MIS          |
| Müllerian duct inhibitory factor | MDIF         |
| Müllerian regression factor      | MRF          |
| Anti-paramesonephric hormone     | APH          |